# 1968年のメジャーリーグベースボール
以下は、メジャーリーグベースボール（MLB）における1968年のできごとを記す。
4月10日に開幕して10月10日に全日程を終了。アメリカンリーグはデトロイト・タイガースが23年ぶり8度目、ナショナルリーグはセントルイス・カージナルスが2年連続12度目のリーグ優勝を飾った。ワールドシリーズはタイガースがカージナルスを4勝3敗で破り、23年ぶり3度目のシリーズ制覇を果たした。
カンザスシティ・アスレチックスはミズーリ州カンザスシティからカリフォルニア州オークランドに本拠地を移転、チーム名もオークランド・アスレチックスとなった。また両リーグ共に翌年からエクスパンションによって12チームになることが既に決定しており、10チーム制はこの年が最後だった。
1967年のメジャーリーグベースボール - 1968年のメジャーリーグベースボール - 1969年のメジャーリーグベースボール

## できごと
アメリカンリーグは、前年1ゲーム差で惜しくも優勝を逃したタイガースが開幕2試合目から9連勝し、そのままの勢いで首位を独走。2位ボルチモア・オリオールズに12ゲームの大差をつけて1945年以来のリーグ優勝。打線はウィリー・ホートン（36本）、ビル・フリーハン（25本）、ノーム・キャッシュ（25本）、ジム・ノースラップ（21本）の4人が20本塁打以上を記録し、チーム本塁打185は2位オリオールズに52本差をつけた。投手陣は31勝を挙げて最多勝利を獲得し、サイ・ヤング賞とMVPをダブル受賞したデニー・マクレイン（防御率1.96）、ミッキー・ロリッチ（17勝・防御率3.19）、アール・ウィルソン（13勝・防御率2.85）の先発3本柱が原動力となった。マクレインの30勝到達は1934年のディジー・ディーン以来34年ぶりで、その後シーズン30勝を達成した投手は2020年現在出ていない。首位打者は前年三冠を達成したボストン・レッドソックスのカール・ヤストレムスキー（.301）、最多本塁打はワシントン・セネタースのフランク・ハワード（44本）、最多打点はレッドソックスのケン・ハレルソン（109打点）、最多盗塁はアスレチックスのバート・キャンパネリス（62盗塁）が1965年から4年連続で獲得した。
ナショナルリーグは、前年の覇者カージナルスが2位サンフランシスコ・ジャイアンツに9ゲーム差をつけて連覇を達成。エースのボブ・ギブソンは22勝・防御率1.12・268奪三振・13完封と圧倒的な成績で、最多勝利は逃したものの最優秀防御率・最多奪三振の二冠を獲得。マクレイン同様サイ・ヤング賞とMVPをダブル受賞した。他の投手陣もネルソン・ブライルズ（19勝・防御率2.81）、レイ・ウォシュバーン（14勝・防御率2.26）、スティーブ・カールトン（13勝・防御率2.99）と盤石だった。最多勝利はジャイアンツのフアン・マリシャル（26勝）、首位打者はシンシナティ・レッズのピート・ローズ（.335）、ジャイアンツのウィリー・マッコビーが36本塁打・105打点で最多本塁打・最多打点の二冠、最多盗塁はカージナルスのルー・ブロック（62盗塁）が1966年から3年連続で獲得した。
ワールドシリーズはマクレイン，ギブソンの両エース対決が注目を集めたが、第1戦はギブソンがシリーズ新記録となる17奪三振で完封。第4戦はカージナルス打線がマクレインを攻略、ギブソンは1失点完投で自身シリーズ通算7連勝とした。第4戦に勝利したカージナルスが3勝1敗と王手をかけたが、第5戦でタイガースのロリッチが完投で2勝目、第6戦はマクレインが中2日で先発して完投勝利、3勝3敗のタイに持ち込んだ。最終第7戦はギブソンとロリッチが対決。6回まで両チーム無得点だったが、7回表にカージナルスのカート・フラッドの拙い守備からタイガースが3点を奪って均衡を破り、ロリッチが1失点完投でタイガースが勝利。ギブソンのシリーズ8連勝とカージナルスのシリーズ連覇はならなかった。

### 史上屈指の「投手の年」
アメリカンリーグで打率3割を超えたのは首位打者のヤストレムスキー唯一人で、打率.301は1905年にクリーブランド・ナップス（のちのガーディアンズ）のエルマー・フリックが記録したMLBにおける首位打者の最低打率.308を更新し、現在も破られていない。ナショナルリーグも3割打者は5人だけだった。
ギブソンの防御率1.12は、1880年のティム・キーフ（トロイ・トロージャンズ）の0.86、1914年のダッチ・レナード（レッドソックス）の0.96、1906年のモーデカイ・ブラウン（シカゴ・カブス）の1.04に次ぐもので、ライブボール時代といわれる1920年以降に限れば歴代最高記録である。インディアンスのサム・マクダウェルは15勝に留まるものの、283奪三振で最多奪三振。防御率も1.81だったが、最優秀防御率はチームメイトのルイス・ティアント（21勝・264奪三振）が、1920年以降ではリーグ最高となる1.60を記録して獲得した。
ロサンゼルス・ドジャースのドン・ドライスデールは、6試合連続完封を含む58.2イニング連続無失点を達成し、1913年のウォルター・ジョンソンの55.2イニングを55年ぶりに更新してメジャー新記録を樹立した。20年後の1988年に、ドジャースの後輩オーレル・ハーシュハイザーが59イニング連続無失点を達成して更新されたが、現在でも史上2位の記録である。この他にもギブソンが47イニング連続、ティアントが42イニング連続無失点を記録している。この年は以上のような投高打低の記録に象徴される史上屈指の「投手の年」であった。そしてこれを契機に翌年ストライクゾーンの見直し、ピッチャーズマウンドの高さ変更等の対策が講じられることとなった。

### MM砲の終焉
1961年にベーブ・ルースが持つシーズン60本塁打を更新する61本塁打を記録したロジャー・マリスは1967年にカージナルスに移籍し、この年もワールドシリーズに出場していたが手首の故障からシーズン終了後に現役を引退。ミッキー・マントルも1965年以降は数多くの故障が深刻化し、その影響で成績が下降。この年も打率.237に終わり通算打率が3割を割って.298まで落ち、シーズン終了後に引退を決意。一世を風靡したMM砲が揃って選手生活にピリオドを打ったことで、一つの時代が終焉を迎えた。ただマントルの引退は選手会側とオーナー側の対立が激化し、協議が進まないなど混乱していたこともあり、翌年のスプリングトレーニング中に表明された。

### カージナルスの選手の年俸
シーズン開幕前に選手の年俸の最低額を引き上げる交渉が妥結したが、シーズン後半に雑誌『スポーツ・イラストレイテッド』誌がカージナルスの9人の先発メンバーと監督の年俸を掲載した。ギブソンが85,000ドル、オーランド・セペダが80,000ドル、マリスが75,000ドル、フラッドが72,500ドル、ブロックが70,000ドル、ティム・マッカーバーが60,000ドル、マイク・シャノンが40,000ドル、フリアン・ハビアーが45,000ドル、ダル・マックスビルが37,500ドル、監督のレッド・ショーエンディーンストが42,000ドルで、チーム総額は607,000ドルだった。これを見た一般市民の反応は芳しいものではなく、高給を取っていると批判されるようになった。オーナーのオーガスト・ブッシュも、選手側が強力な組合を作り待遇改善を要求してくることで人件費が高額になることを危惧し、翌1969年3月にセペダをトレードでアトランタ・ブレーブスへ放出、さらにシーズン終了後にはフラッドとマッカーバーのトレードでの放出を画策。フラッドがそれを拒否して法廷闘争にまで及び、この事件がオーナー側と選手側との対立をより激化させる結果となった。カージナルスは徐々に弱体化し、次のリーグ優勝は1982年まで遠ざかった。

### 記録
- アスレチックスのキャットフィッシュ・ハンターが5月8日のミネソタ・ツインズ戦で完全試合を達成した。

## 球団拡張（第2次エクスパンション）

### 12球団制へ拡張
1961年と1962年に最初のエクスパンションが行われて両リーグ共に10チームに増加したが、その後も各都市は球団誘致に動いていた。アメリカンリーグは前年10月18日にアスレチックスの本拠地移転を承認。そしてカンザスシティと、ワシントン州シアトルにフランチャイズを置く新球団を創設し、12チームに増やすことを決定した。当初は1971年以降の予定だったが、わずか1日でひっくり返され1969年に実施されることになった。カンザスシティはアスレチックスのホーム球場だったカンザスシティ・ミュニシパル・スタジアムをそのまま使用できるので問題なかったが、シアトルには既存の球場もなく、球団設立を数年先と予定していたのが急遽前倒しされたことで様々な準備不足を露呈し、大きな問題を残した。
一方のナショナルリーグはアメリカンリーグの決定に当初反発したが、11月末には歩調を合わせて12チームにすることを決めた。この時点では1971年に行われる予定だったが、1968年4月19日のオーナー会議でアメリカンリーグと同じく1969年に実施することで合意。そして5月27日に新球団のフランチャイズをカリフォルニア州サンディエゴと、初のアメリカ国外となるカナダ・ケベック州モントリオールに置くことを決定した。有力な候補だったウィスコンシン州ミルウォーキーは、ブレーブスの移転に伴って訴訟を起こしたことから連盟が反発して選考から洩れた。しかし後のMLBコミッショナーで、ミルウォーキーの自動車販売会社社長バド・セリグは、シカゴ・ホワイトソックスに誘致を働きかけて失敗した後に、アメリカンリーグの新球団シアトルに注目し始めた。

### 東西分割とリーグ優勝決定シリーズ実施
次に議論になったのは12チームでの試合数と対戦カードの割り振りであった。試合日程の編成が難しいことから、アメリカンリーグは先に地区を東西に分割して156試合制で実施する案を出し、5月18日に12チームを東西2地区に分けることを決定。一方ナショナルリーグは5月28日の会議で地区分割は行わない方針を確認したが、6月26日の両リーグ実行委員会で長時間にわたる折衝の結果ナショナルリーグは地区分割を、アメリカンリーグは現行の162試合制を維持することを認めるという妥協案が成立。そして7月10日にナショナルリーグも12チームを東西2地区に分けることを決定した。これにより同地区のチームとの対戦カードは年間18試合の総当たり（18試合×5チーム）で90試合、他地区との対戦カードは年間12試合の総当たり（12試合×6チーム）で72試合となり、東西分割と162試合制維持という方針が確定した。
両リーグ共にまず地区ごとに順位を決定し、それぞれの地区で優勝したチームが5試合制のリーグチャンピオンシップシリーズに進出、先に3勝したチームがリーグ優勝となりワールドシリーズに進出できることになった。翌年のペナントレースは4月7日に開幕して10月2日終了の26週間（それまでは25週間）、リーグチャンピオンシップシリーズは10月4日、ワールドシリーズは10月11日に開幕と決まり、それまで10月初めに開催されていたワールドシリーズは10月中旬に繰り下げられた。

### 地区分割後の所属球団
| アメリカンリーグ東地区 - ボストン・レッドソックス - ニューヨーク・ヤンキース - ワシントン・セネタース - ボルチモア・オリオールズ - クリーブランド・インディアンス - デトロイト・タイガース | アメリカンリーグ西地区 - シカゴ・ホワイトソックス - オークランド・アスレチックス - ミネソタ・ツインズ - カリフォルニア・エンゼルス - カンザスシティ・ロイヤルズ（新） - シアトル・パイロッツ（新） | ナショナルリーグ東地区 - ニューヨーク・メッツ - フィラデルフィア・フィリーズ - ピッツバーグ・パイレーツ - シカゴ・カブス - セントルイス・カージナルス - モントリオール・エクスポズ（新） | ナショナルリーグ西地区 - ロサンゼルス・ドジャース - サンフランシスコ・ジャイアンツ - ヒューストン・アストロズ - シンシナティ・レッズ - アトランタ・ブレーブス - サンディエゴ・パドレス（新） |

同じイリノイ州シカゴを本拠地とするナショナルリーグのカブスとアメリカンリーグのホワイトソックスだが、カブスは東地区、ホワイトソックスは西地区へ入った。その他ナショナルリーグではカージナルスが東地区、カージナルスの本拠地セントルイスよりも地理的に東側に位置するブレーブスやレッズが西地区に入った。これは戦力や人気面で不均衡にならないための措置であったとされている。西地区のドジャース、ジャイアンツは人気・実力共にあるが、東地区はカブス，フィラデルフィア・フィリーズが低迷。ニューヨーク・メッツは1962年の球団創設以来7年間も最下位争いを続けている弱小球団で、さらに新球団モントリオール・エクスポズが加入するため、リーグ連覇の強豪で人気も申し分ないカージナルスを東地区へ入れることで軸にしようという考えだった。しかしこの思惑は翌年見事に外れることとなる。

### エクスパンションドラフト
前回のエクスパンション時にも行われた、既存球団から新設球団へ選手を供出するためのエクスパンションドラフトが10月14日と10月15日に開催された。まず既存球団は支配下選手40名のうち15名をプロテクトして指名の対象から外し、両リーグの新設球団は、同一リーグ内の既存球団8チームから5名（1球団からは1名）を指名（第1ラウンド）、次に既存球団は3名をプロテクトし、新設球団は5名を指名する（第2ラウンド）。これを繰り返して第6ラウンドまで行い、計30名を指名した。ロイヤルズとパイロッツは選手1人当たり175,000ドルの合計5,250,000ドル、パドレスとエクスポズは同200,00ドル、合計6,000,000ドルを元の球団に支払った。この他にフランチャイズ権利金としてアメリカンリーグは10万ドル、ナショナルリーグは40万ドルを連盟に支払い、それに加えて選手の年金基金やリーグ基金などの分担金も支払い、ロイヤルズとパイロッツはそれぞれ総額600万ドル、エクスポズとパドレスはそれぞれ総額700万ドルを用意したと言われ、選手供出の対価として既存球団にはアメリカンリーグでは平均50万ドル、ナショナルリーグでは平均60万ドルの収入であった。

## 選手対オーナーの対決
2年前の1966年7月に選手会事務局長に就任したマービン・ミラーは、すぐに1966年に選手たちに支払われた年俸を調査した。そして各球団25名の現役選手の内6.1%は最低年俸額の7,000ドルに甘んじている現状を把握して、選手会はこの7,000ドルの最低額を1万2,000ドルに引き上げる交渉を始める決議をして、1967年7月に9項目にわたる要望書を各20球団のオーナーに送った。それから選手会側とオーナー代表との協議が14回開かれて、1968年2月21日に合意に達した。これは野球史上最初の選手とオーナー間で結ばれた労使協定であった。金銭に関するものでは①年俸の最低額を1万ドルとする、②ロードに出た場合の食費は1日15ドル(従来は12ドル)とする、③春のキャンプの食費は1日12ドル(従来は8ドル)とする、④春のキャンプ手当は1日40ドル(従来は25ドル)とする、⑤トレードの際の旅費は全て球団が負担する、⑥移動・宿泊などの待遇は全球団で統一する、⑦年俸の削減は前年から20％(従来は25％)を上限とする、⑧兵役の期間の給料は別途定める、という内容であった。この他に野球規則の改正、日程の作成などについて両リーグは選手会と事前に協議することが決められた。
およそ7ヵ月にわたる選手とオーナーとの交渉は、ほぼ選手側の要求が実り、選手会の勝利であった。しかしその5ヵ月後の1968年7月に選手会が選手の年金問題についての協議を要請したがオーナー側は拒否して、全てシーズン終了後に先送りする姿勢を見せたため選手会が反発した。選手の年金に関しては、1966年までワールドシリーズのテレビジョン放送権料の60％を選手の年金の原資に充てられていたが、1966年にテレビ会社との放送契約が変わり野球機構の収入が増えたのでオーナー側は前年よりも200万ドル多い410万ドルを年金基金に振り当てたうえで従来の60％を充てるという原則を廃止した。そして1966年から1968年までは60％の金額と実際充てられた金額とは差が無かったので、この時は問題にならなかった。ところが1968年に翌1969年からの放送契約を野球機構とNBCが結んだが、その額がペナントレースの28試合とオールスターゲーム、ワールドシリーズで、1,630万ドルの巨額の放送権料に上り、しかも翌年から新しく始まるリーグ優勝決定シリーズ(リーグチャンピオンシリーズ)がこれに含まれていなかったので、より増えることが予想された。しかし、オーナー側は従来通り410万ドルの繰り入れしか認めなかった。ここから選手会とオーナー側とで厳しい交渉が進められた。
ここでオーナー側は年末の12月6日に、突然コミッショナーのウィリアム・エッカートを辞任させた。元空軍中将で野球については全くの門外漢であったエッカートは、彼らにとって御しやすいことでコミッショナーに選んだが、メジャーリーグの労使関係が軋み始めて、労使間での調整と強いリーダーシップを求めるにはエッカートは不適任であり障害になってきたことがその理由であった。そして12月17日にオーナー側は年金基金に繰り込む金額を410万ドルから510万ドルに引き上げる案を示した。しかしミラーが全球団の選手にその賛否を問い投票を実施すると賛成7票、反対491票で選手側は否決した。オーナーにとっては、これは否決されたことよりも満票に近い形で選手会が労働組合としての意志を表してミラーを支持したことの方が大きな衝撃であった。
そして次のコミッショナーには辣腕の弁護士ボウイ・キューンを選ぶことになり、この問題の決着は翌年まで持ち越したが、やがてミラーとキューンの争いが始まる。

## 最終成績

### レギュラーシーズン
| 順 | チーム                         | 勝利 | 敗戦 | 勝率 | G差  |
| -- | ------------------------------ | ---- | ---- | ---- | ---- |
| 1  | デトロイト・タイガース         | 103  | 59   | .636 | --   |
| 2  | ボルチモア・オリオールズ       | 91   | 71   | .562 | 12.0 |
| 3  | クリーブランド・インディアンス | 86   | 75   | .534 | 16.5 |
| 4  | ボストン・レッドソックス       | 86   | 76   | .531 | 17.0 |
| 5  | ニューヨーク・ヤンキース       | 83   | 79   | .512 | 20.0 |
| 6  | オークランド・アスレチックス   | 82   | 80   | .506 | 21.0 |
| 7  | ミネソタ・ツインズ             | 79   | 83   | .488 | 24.0 |
| 8  | カリフォルニア・エンゼルス     | 67   | 95   | .414 | 36.0 |
| 9  | シカゴ・ホワイトソックス       | 67   | 95   | .414 | 36.0 |
| 10 | ワシントン・セネタース         | 65   | 96   | .404 | 37.5 |

| 順 | チーム                         | 勝利 | 敗戦 | 勝率 | G差  |
| -- | ------------------------------ | ---- | ---- | ---- | ---- |
| 1  | セントルイス・カージナルス     | 97   | 65   | .599 | --   |
| 2  | サンフランシスコ・ジャイアンツ | 88   | 74   | .543 | 9.0  |
| 3  | シカゴ・カブス                 | 84   | 78   | .519 | 13.0 |
| 4  | シンシナティ・レッズ           | 83   | 79   | .512 | 14.0 |
| 5  | アトランタ・ブレーブス         | 81   | 81   | .500 | 16.0 |
| 6  | ピッツバーグ・パイレーツ       | 80   | 82   | .494 | 17.0 |
| 7  | ロサンゼルス・ドジャース       | 76   | 86   | .469 | 21.0 |
| 8  | フィラデルフィア・フィリーズ   | 76   | 86   | .469 | 21.0 |
| 9  | ニューヨーク・メッツ           | 73   | 89   | .451 | 24.0 |
| 10 | ヒューストン・アストロズ       | 72   | 90   | .444 | 25.0 |

### オールスターゲーム
- アメリカンリーグ 0 - 1 ナショナルリーグ

### ワールドシリーズ
- タイガース 4 - 3 カージナルス

| 10/2 –  | タイガース   | 0  | - | 4 |  | カージナルス |
| 10/3 –  | タイガース   | 8  | - | 1 |  | カージナルス |
| 10/5 –  | カージナルス | 7  | - | 3 |  | タイガース   |
| 10/6 –  | カージナルス | 10 | - | 1 |  | タイガース   |
| 10/7 –  | カージナルス | 3  | - | 5 |  | タイガース   |
| 10/9 –  | タイガース   | 13 | - | 1 |  | カージナルス |
| 10/10 – | タイガース   | 4  | - | 1 |  | カージナルス |

MVP：ミッキー・ロリッチ（タイガース）

## 個人タイトル

### アメリカンリーグ
| 項目   | 選手                           | 記録 |
| ------ | ------------------------------ | ---- |
| 打率   | カール・ヤストレムスキー (BOS) | .301 |
| 本塁打 | フランク・ハワード (WS2)       | 44   |
| 打点   | ケン・ハレルソン (BOS)         | 109  |
| 得点   | ディック・マコーリフ (DET)     | 95   |
| 安打   | バート・キャンパネリス (OAK)   | 177  |
| 盗塁   | バート・キャンパネリス (OAK)   | 62   |

| 項目   | 選手                       | 記録 |
| ------ | -------------------------- | ---- |
| 勝利   | デニー・マクレイン (DET)   | 31   |
| 敗戦   | ジョージ・ブルネット (CAL) | 17   |
| 防御率 | ルイス・ティアント (CLE)   | 1.60 |
| 奪三振 | サム・マクダウェル (CLE)   | 283  |
| 投球回 | デニー・マクレイン (DET)   | 336  |
| セーブ | アル・ワージントン (MIN)   | 18   |

### ナショナルリーグ
| 項目   | 選手                      | 記録 |
| ------ | ------------------------- | ---- |
| 打率   | ピート・ローズ (CIN)      | .335 |
| 本塁打 | ウィリー・マッコビー (SF) | 36   |
| 打点   | ウィリー・マッコビー (SF) | 105  |
| 得点   | グレン・ベッカート (CHC)  | 98   |
| 安打   | フェリペ・アルー (ATL)    | 210  |
| 安打   | ピート・ローズ (CIN)      | 210  |
| 盗塁   | ルー・ブロック (STL)      | 62   |

| 項目   | 選手                         | 記録 |
| ------ | ---------------------------- | ---- |
| 勝利   | フアン・マリシャル (SF)      | 26   |
| 敗戦   | クロード・オスティーン (LAD) | 18   |
| 敗戦   | レイ・サデッキ (SF)          | 18   |
| 防御率 | ボブ・ギブソン (STL)         | 1.12 |
| 奪三振 | ボブ・ギブソン (STL)         | 268  |
| 投球回 | フアン・マリシャル (SF)      | 326  |
| セーブ | フィル・リーガン (LAD/CHC)   | 25   |

## 表彰

### 全米野球記者協会（BBWAA）表彰
| 表彰         | アメリカンリーグ         | ナショナルリーグ       |
| ------------ | ------------------------ | ---------------------- |
| MVP          | デニー・マクレイン (DET) | ボブ・ギブソン (STL)   |
| サイヤング賞 | デニー・マクレイン (DET) | ボブ・ギブソン (STL)   |
| 最優秀新人賞 | スタン・バーンセン (NYY) | ジョニー・ベンチ (CIN) |

### ゴールドグラブ賞
| 守備位置 | アメリカンリーグ               | ナショナルリーグ           |
| -------- | ------------------------------ | -------------------------- |
| 投手     | ジム・カート (MIN)             | ボブ・ギブソン (STL)       |
| 捕手     | ビル・フリーハン (DET)         | ジョニー・ベンチ (CIN)     |
| 一塁手   | ジョージ・スコット (BOS)       | ウェス・パーカー (LAD)     |
| 二塁手   | ボビー・ヌープ (CAL)           | グレン・ベッカート (CHC)   |
| 三塁手   | ブルックス・ロビンソン (BAL)   | ロン・サント (CHC)         |
| 遊撃手   | ルイス・アパリシオ (CWS)       | ダル・マックスビル (STL)   |
| 外野手   | カール・ヤストレムスキー (BOS) | カート・フラッド (STL)     |
| 外野手   | レジー・スミス (BOS)           | ロベルト・クレメンテ (PIT) |
| 外野手   | ミッキー・スタンリー (DET)     | ウィリー・メイズ (SF)      |

### その他表彰
| 表彰               | アメリカンリーグ         | ナショナルリーグ             |
| ------------------ | ------------------------ | ---------------------------- |
| カムバック賞       | ケン・ハレルソン (BOS)   | アレックス・ジョンソン (CIN) |
| 最優秀救援投手賞   | ウィルバー・ウッド (CWS) | フィル・リーガン (CHC)       |
| ハッチ賞           | -                        | ピート・ローズ (CIN)         |
| ルー・ゲーリッグ賞 | アル・ケーライン (DET)   | -                            |
| ベーブ・ルース賞   | ミッキー・ロリッチ (DET) | -                            |

### アメリカ野球殿堂入り表彰者
BBWAA投票
- ジョー・メドウィック

ベテランズ委員会選出
- カイカイ・カイラー
- グース・ゴスリン